# Busto relicario de una santa virgen (MNAC)
El Busto relicario de una santa virgen es una pieza que originalmente estaría destinada a cumplir la función de relicario, conservada en el Museu Nacional D'Art de Catalunya (núm. cat. 005220-000).  
El relicario adopta la forma antropomorfa de una santa mujer joven; es de madera de roble y está realizado a partir del ensamblaje de distintas piezas. Actualmente ha perdido el color pero estaría policromado en su origen. Probablemente se hizo en el primer cuarto del siglo XVI, en uno de los talleres de los Países Bajos, en el contexto del renacimiento nórdico.
De la documentación que ha llegado vinculada al relicario poco se puede saber sobre el origen de la pieza. A ello se suman la pérdida de las reliquias y la descontextualización del lugar original para el que fue creada, conllevando la pérdida de información. Tampoco ha llegado documentación que certifique la identificación de la santa, el taller, el comitente o la función que cumplió.    
No obstante, las investigaciones de los últimos años encuadran la pieza dentro de un grupo de bustos relicarios —en total un poco menos de una treintena— de análogas características estilísticas, materiales, técnicas y constructivas. Estas consideraciones han llevado a especular que todos ellos serían remitidos a distintos lugares de España desde un mismo taller flamenco. Recientemente se ha hipotetizado con la posibilidad de que los bustos fuesen creados en el taller bruselense de los Borman, y que perteneciesen a altos cargos del entorno de Carlos V.
Dentro del conjunto, en los casos en los que los bustos se han podido identificar iconográficamente, se ha visto que representan a las mártires del séquito de Santa Úrsula. A pesar de ello, este del MNAC no lleva atributos característicos que lo confirmen de manera definitiva.   
En todo caso, el relicario es testigo de la extensión que alcanza la devoción y el culto a las reliquias en el siglo XVI y el afán por coleccionarlas. Tanto las reliquias como el recipiente sofisticado en el que se depositaron demuestran el poder de quien lo poseía, un poder social y económico, pero también demostración de la exaltación piadosa y devocional del comitente. Paralelamente, se optó por hacer el encargo a un taller de calidad para que el alto valor del contenido depositado se tradujera en el recipiente exterior: un sofisticado busto relicario de fina técnica y apariencia lujosa.

## Descripción
El objeto litúrgico antropomorfo representa el busto de una mujer de larga cabellera y rica vestidura. Es de madera vista, aunque originalmente estaría policromado. Las reliquias irían guardadas en la parte trasera de la cabeza, actualmente está decapada. La pieza se construye a partir del ensamblaje de diversas piezas de madera de roble, de las que se conservan diez piezas y 12 espigas de refuerzo. Según el análisis de Emilio Ruiz de Arcaute, tendría además otras dos piezas laterales y el registro realizado por fragmentos encolados, hoy perdidos.
Estilísticamente hablando manifiesta una mezcla entre la pervivencia de la herencia gótica y la introducción de las innovaciones renacentistas. De carácter un tanto frontal y simétrico, da la impresión de cierta rigidez; sin embargo, la dulzura del rostro redondeado, los labios entreabiertos y los ojos rasgados muestran una fisonomía que tiende a la individualización propiamente renacentista. 
En esta línea de innovación estilística se comprende también la preocupación por el realismo en los detalles. La mujer lleva una riquísima vestidura siguiendo la moda de la corte borgoñona del siglo XVI. Sobre una camisa se ciñe al cuerpo un vestido de mangas abullonadas; es de escote cuadrado en la parte del pecho y de forma de corazón en la espada. El lujo se remarca aún más mediante unos adornos que serían más vistosos y suntuosos con la policromía. La ornamentación la componen los broches florales del vestido, el remate de pedrería en el escote, los brazaletes de pedrería de las mangas, y una cadena con un dije romboidal y con detalle floral. Con el mismo refinamiento se ha trabajado el peinado, recogido con trenzas que rodean la cabeza, apoyadas sobre una diadema que culmina en un lazo. Por la parte frontal caen dos trenzas paralelas enmarcando el rostro, y por la parte trasera caen dos mechones ondulados simétricos. 
La individualización del rostro y la atención en el realismo han llevado a Lucía Lahoz (observando otros bustos relicarios asociados al conjunto, conservados en el Museo Diocesano de Arte Sacro de Vitoria) a hablar de una «retratística en toda regla». En un momento en el que el retrato se generaliza como género, ayuda en la individualización celeste del santo y evoca su presencia terrestre.
En algunas fotografías, así como en el dibujo del catálogo de 1936 editado por la Junta de Museos, se observa que el busto tendría una peana. Entró con ella al museo pero se ha perdido. En las fotografías de las fichas históricas del museo se aprecia una base poligonal de madera, de estilo gótico tardío. Tiene en el centro una serie de arcos acanalados entre contrafuertes y en la parte superior un registro de dentículos bajo una cornisa. 

## Historia de la pieza
Las primeras noticias de la pieza son ya de inicios del siglo XX. En 1932 la Junta de Museos compró toda la colección de Lluís Plandiura i Pou; entre las piezas compradas estaba este busto relicario y otro atribuido al mismo taller de los Borman (núm. cat. 005224-000). Un año antes, en 1931, el Ayuntamiento de Barcelona cedió a la Junta de Museos el Palacio de Montjuic para las colecciones de arte medieval y moderno, lugar a donde se destinaron ambas piezas. El museo se inauguró en noviembre de 1934 y su primer catálogo de 1936 incluye esta pieza. El mismo año estalló la Guerra Civil y las piezas de la colección fueron trasladadas a Olot para salvaguardarlas.
Emilio Ruíz de Arcaute encontró entre la documentación personal del coleccionista (conservada en el Archivo Histórico de la Ciudad de Barcelona) un documento que podría hacer referencia a la compra que hace Plandiura de este busto. El 15 de marzo de 1920 compró en San Sebastián, en el anticuario de José Cruz, «un busto de una mujer del siglo XV». A ello se suma una carta, del 6 de julio de 1921, que Plandiura recibe del anticuario. En ella se especifica que el busto fue comprado anteriormente a un carpintero de Zarauz. A partir de aquí la historia de la pieza se desvanece. 
Entre el 19 de septiembre de 2019 y el 26 de enero de 2020 estuvo en la exposición Borman en Zonen. De Beste Beeldsnijders en el Museum Leuven de Lovaina, en la primera retrospectiva que se ha hecho de la saga familiar de los Borman.

## Teorías sobre el origen, el encargo y el uso
Ya se ha indicado que no hay ninguna constancia documental del origen de la pieza. En un principio se creyó que era de procedencia hispánica; así, en el primer catálogo del MNAC de 1936, aparece como «talla castellana». En las investigaciones posteriores la procedencia castellana se descarta y se ha puesto el foco en centros artísticos más al norte, y concretamente de los Países Bajos. También se ha especulado con Colonia, en relación con la procedencia de las reliquias, aunque actualmente se descarta.
A falta de testimonios documentales que lo certifiquen, las hipótesis que trazan la trayectoria de la pieza se basan en los bustos que se cree que habrían salido del mismo taller en un mismo periodo. Algunos de dichos relicarios conservan la documentación que permite desglosar algo de información sobre la procedencia y la comisión. A partir de estos datos se ha llegado a una serie de conclusiones. 
Emilio Ruiz de Arcaute ha publicado una serie de investigaciones a este respecto, concluyendo en una tesis publicada en 2020. Estudió y puso en relación una treintena de bustos relicarios y observó que aquellos que tenían información de su origen habían pertenecido o estaban en relación con personajes del entorno del emperador Carlos V. Consta, además, que la mayoría de ellos acompañaron al emperador en varios viajes por Europa y que pararon en Colonia. Ciertamente, Colonia es la ciudad donde la tradición indica que martirizaron el séquito de Santa Úrsula y, por ende, es el lugar de donde proceden las reliquias de las mártires. Está constatado en las fuentes que el emperador y los respectivos acompañantes pararon en la ciudad alemana primeramente en el viaje de la coronación de Aquisgrán, en octubre de 1520, y más tarde cuando iban a la Dieta de Worms, para después dirigirse a Bruselas en 1521.
Ruiz de Arcaute parte de un testimonio de validación de las reliquias y relicarios, redactado en latín por el notario apostólico Gabriel Calderón, cumpliendo la demanda de Francisco de los Cobos y fray Rochero. Se escribe en dos momentos: uno en Colonia, el 9 de junio de 1521, cuando se adquieren las reliquias, y otro en Bruselas, el 10 de marzo de 1522 cuando se finalizan los relicarios. El documento hace referencia a los bustos relicarios que se conservaban en la Sacra Capilla del Salvador de Úbeda. 
Este documento es la pieza clave que ha llevado al investigador a proponer como la explicación más probable que los relicarios fueron recogidos por los miembros del entorno del emperador en alguno de los viajes a Colonia (entre octubre y noviembre de 1520 o junio de 1521). Los bustos relicarios fueron encargados alrededor de esas fechas en Bruselas, antes de que regresaran de dicha ciudad en mayo de 1522. El corto período de tiempo y el volumen del trabajo, así como la alta calidad de las piezas, tuvieron que requerir el trabajo de un taller importante, lo que lleva a Ruiz de Arcaute a su atribución a la reconocida saga de los Borman. Y, por último, a sugerir que la relación formal entre los bustos del conjunto hace que esta atribución remita a todas las piezas, incluida la del MNAC. Según su hipótesis, los bustos coinciden estilísticamente con las esculturas de los Borman, y añade que si las fechas fuesen correctas, serían producidos por alguno de los talleres de la tercera generación de la saga familiar (quizás en colaboración entre ambos): Pasquier Borman y Jan III.
Los Borman fueron una familia de escultores innovadores en el panorama artístico flamenco gótico tardío y renacentista. Las distintas generaciones trabajaron desde mediados del siglo XV hasta finales del XVI, primero con taller en Lovaina y después en Bruselas. Tuvieron gran fortuna en la retablística producida en serie, aunque también trabajaron en grandes encargos para las cortes de Malinas y Bruselas.
De todos modos, Lucía Lahoz advierte que, aunque el grado de ejecución de las piezas del supuesto taller de Bruselas «lo convierte en uno de los mejores talleres destacados de su tiempo», en realidad, en la documentación que se conserva, en ningún momento se dice que fueron realizados por algún miembro de los Borman.
En cuanto al posible destino y uso del busto relicario, las hipótesis también se plantean partiendo de lo que se conoce de los otros bustos relicarios. Frente al generalizado desconocimiento de la procedencia de los bustos del conjunto, se conoce mejor a los dueños y el uso que les dieron. En casos como el del MNAC, en el que la pieza ha pasado por el mercado y por manos de coleccionistas, la función y el lugar que ocupó se desconocen por completo. Sin embargo, en los casos en que los bustos se han conservado en iglesias, museos o en la colección familiar, se ha podido rastrear su pasado. Así, se ha visto que los personajes del entorno de Carlos V destinaron los relicarios a oratorios privados u otras capillas y fundaciones de la familia.

## Iconografía
La descontextualización y la falta de documentación complica del mismo modo la identificación iconográfica. Su condición de relicario deja claro que es la representación de una santa. Pero no hay ninguna fuente escrita que permita identificar a la santa representada y el busto no lleva atributos que la hagan reconocible iconográficamente. 
Sin embargo, para Ruiz de Arcaute, representaría a una de las Once Mil Vírgenes martirizadas en Colonia cuando  volvían de Roma. Acompañaban a la princesa británica Úrsula en el voto de peregrinaje que prometió cumplir antes de su casamiento con un príncipe pagano. La tradición ubica la leyenda en la invasión de los hunos con el rey Atila, aunque también se documentan variaciones de la leyenda en épocas anteriores, en el Imperio romano, en tiempos de Maximiliano y de Diocleciano en el siglo III. En el siglo IX-X el culto se va afianzando, y la difusión definitiva de la leyenda por Europa se da con la Leyenda áurea (entre 1263 y 1274) de Santiago de la Vorágine, si bien hay textos anteriores. En relación con la expansión del culto, las primeras reliquias de estas mártires que circularon por España fueron traídas desde Colonia en 1223 por el abad Don Pedro y como encargo de Fernando III. En el siglo XVI hay un incremento de envíos de dichas reliquias desde Colonia, y la elevación imperial de Carlos V jugó un importante papel en ello.
En este sentido, el busto relicario fue una tipología predilecta a la hora de albergar las reliquias del séquito de Úrsula, aunque esta solución tipológica también se utiliza para reliquias de otros santos. Atendiendo a lo que expone Ruiz de Arcaute, en este caso —y en el conjunto en general— la riqueza de los ropajes coincide iconográficamente con las acompañantes de Santa Úrsula porque pertenecían a la corte; el anacronismo de la vestidura y los peinados no sería sino una manera de adaptarlas a la moda cortesana del momento, así como de hacerlas más comprensibles.